# رامون فونست
رامون فونست (Ramón Fonst) هو لاعب أولمبي لرياضة مبارزة سيف الشيش من كوبا. شارك في الأولمبياد الصيفي في 1900–1904، وفاز بما مجموعه 5 ميداليات.

## الميداليات
| ذهب | فضة | برونز | المجموع |
| 4   | 1   | 0     | 5       |

## روابط خارجية
- رامون فونست على موقع أوليمبيديا (الإنجليزية)